# 127415 Annacalderara
127415 Annacalderara è un asteroide della fascia principale. Scoperto nel 2002, presenta un'orbita caratterizzata da un semiasse maggiore pari a 2,999323 UA e da un'eccentricità di 0,118953, inclinata di 2,329623° rispetto all'eclittica.